# Susana Werner
Susana Werner Espíndola (Rio de Janeiro, 20 luglio 1977) è un'attrice e modella brasiliana.

## Biografia
Di origini tedesche, inizia la propria carriera come modella, grazie un contratto con l'agenzia Elite Model Management. Debutta come attrice nel 1995 con una piccola parte nella telenovela Cara e Coroa, a cui segue nel 1997 Malhação, nel quale invece ha un ruolo fisso: il personaggio di Mariana. È divenuta nota a livello internazionale perché dal 1997 al 1999 ebbe una relazione con il calciatore Ronaldo, che le ha fruttato il soprannome di Ronaldinha. Seguono altre esperienze come attrice televisiva ed occasionalmente cinematografica. Uno dei suoi ruoli più celebri è quello di Sabrina nel film italiano Donne in bianco (1998) di Tonino Pulci.
Dal 1998 al 2000 ha lavorato come conduttrice televisiva di Mundo VIP, programma televisivo portoghese di cronaca rosa. Nel maggio del 2002 ha sposato il futuro portiere dell'Inter Júlio César (all'epoca portiere del Flamengo), al quale ha dato due figli: Cauet Werner Espíndola (2002) e Giulia Werner Espíndola (2005). Dopo alcuni anni di allontanamento dalle scene in cui si è dedicata alla famiglia, Susana Werner è tornata a recitare nel 2007, con due comparsate nelle telenovele Luz do Sol e Sete Pecados. Nel 2011 partecipa al reality italiano Baila!, condotto da Barbara D'Urso su Canale 5, ballando in coppia con l'ex sciatore Kristian Ghedina.

## Filmografia

### Attrice

#### Televisione
- Cara e Coroa (1995)
- Malhação (1997)
- Vila Madalena (1999)
- Você Decide (2000)
- Um Anjo Caiu do Céu (2001)
- Luz do Sol (2007)
- Sete Pecados (2007)

#### Cinema
- Donne in bianco (1998)
- Deus É Brasileiro (2003)

#### Concorrente
- Baila! (2011)